# داوری پاریس (روبنس)
داوری پاریس (به انگلیسی: The Judgement of Paris) به تعدادی از نقاشی‌های کشیده شده توسط پیتر پل روبنس، اشاره دارد. اگرچه ۲۲ تصویر با موضوع منسوب به لوکاس کراناخ پدر مطابقت نداشت با این حال نسخه‌های بزرگ ۱۶۳۶ (لندن) و ۱۶۳۹ (مادرید) از معروف‌ترین آن‌ها هستند. هر دو نسخه روبنس زیبایی زنانه ایده‌آل را با الهه‌های ونوس، مینرو و یونو از یک طرف و پاریس به همراه مرکوری از طرف دیگر را، نشان می‌دهند.

## نسخه ۱۶۳۶
این نسخه داستان را همان‌طور که در «داوری الهه‌های» لوسین روایت شده‌است، دنبال می‌کند. این نقاشی جایزه سیب طلایی را نشان می‌دهد، اگرچه تغییرات نشان می‌دهد که روبنس ابتدا نقطه اوایل داستان را نقاشی کرده وقتی که به الهه‌ها دستور داده می‌شود توسط مرکوری محاصره شوند. این تابلو در سال ۱۸۴۴ برای گالری ملی لندن خریداری شد.

## نسخه ۱۶۳۸
این نسخه که در سال ۱۶۳۸ یا ۱۶۳۹ نقاشی شده‌است، اکنون در موزه دل پرادو نگهداری می‌شود و اندکی قبل از مرگ روبنس در حالی که او مبتلا به نقرس بود، تکمیل شد. این سفارش توسط برادر فیلیپ چهارم، کاردینال-انفانت فردیناند اتریش انجام شد و با درگذشت فردیناند به مجموعه سلطنتی اسپانیا منتقل شد. در سال ۱۷۸۸، کارلوس سوم اسپانیا تصمیم بی رحمانه ای گرفت و دستور داد آن را آتش بزنند، اما او قبل از اجرای این دستور درگذشت.

## نسخه‌های دیگر

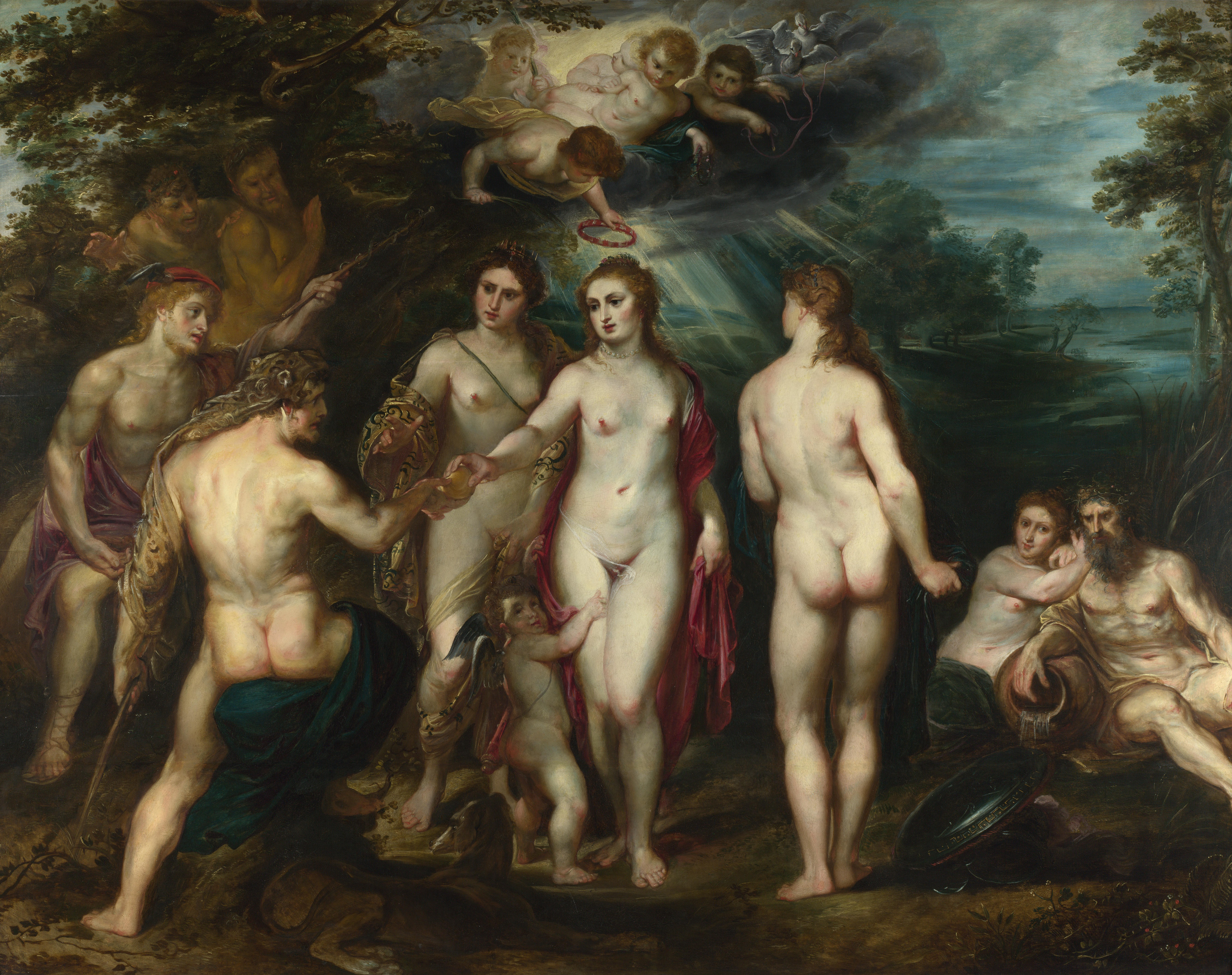
۱۵۹۷-۱۶۰۰, 144.8 cm (57 in) x 193.7 cm (76.2 in), , نگارخانه ملی لندن
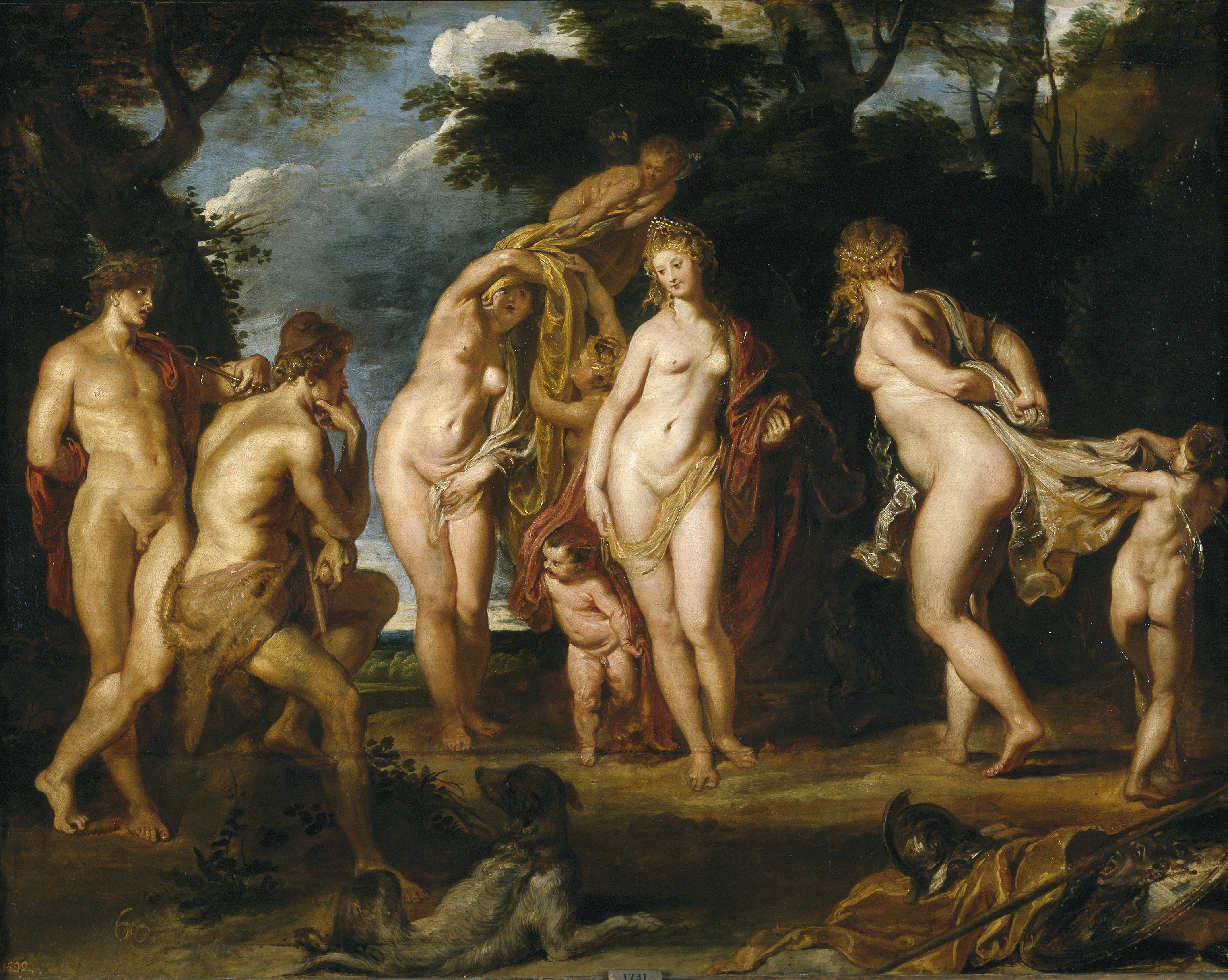
حدود ۱۶۰۶, رنگ روغن، ۸۹ * 114.5 cm, موزه دل پرادو
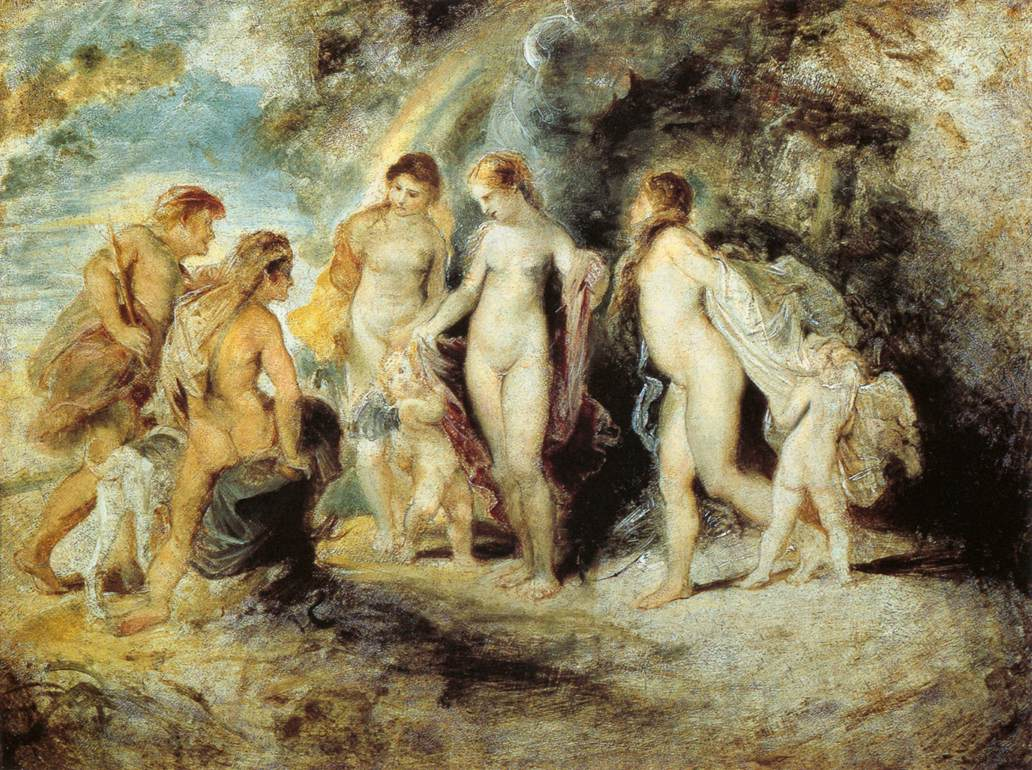
طراحی کلی با رنگ روغن بر روی مس، 32.5 cm (12.7 in) x 43.5 cm (17.1 in), آکادمی هنرهای زیبا، وین
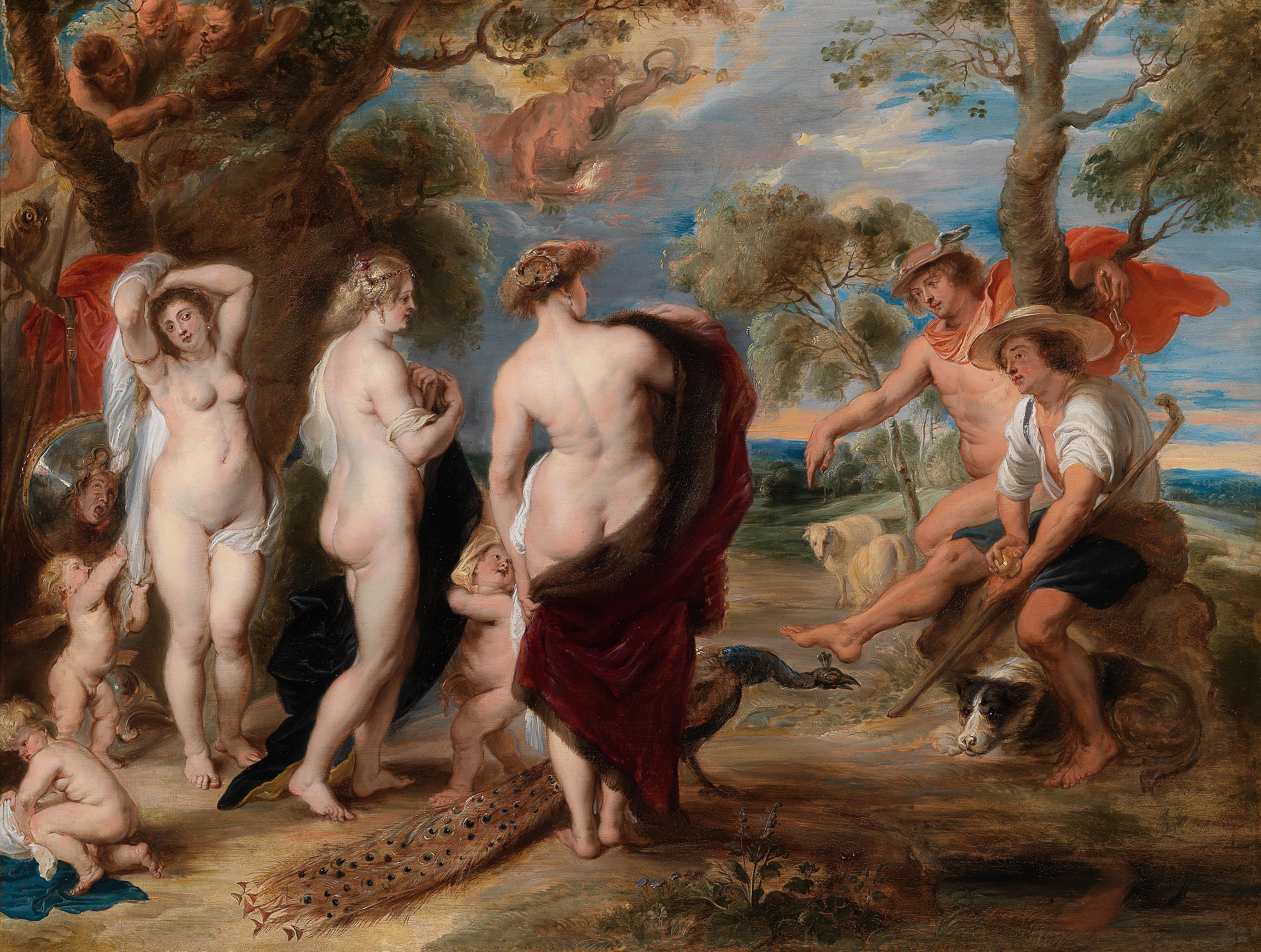
۱۶۳۶, 49 cm (19.2 in) x 63 cm (24.8 in), گالری تصاویر قدیمی مسترز، درسدن، احتمالاً زودتر از نقاشی مشابه لندن